# 兩文三語
兩文三語（英語：biliteracy and trilingualism）為香港特別行政區政府1997年成立後推廣的語文政策。兩文為中文和英文，三語為粵語（廣東話）、英語和普通話。

## 政策內容
香港特別行政區政府在1997年成立後實行「兩文三語」的語文政策：中文、英文書寫，粵語、英語和普通話口語。第一語言是粵語、或族群母語，第二語言是英語和普通話。

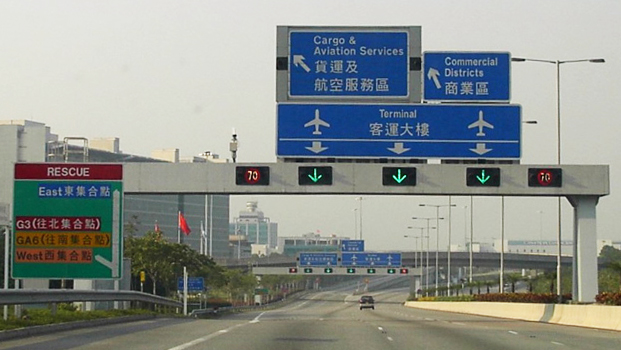
在赤鱲角的高速公路的雙語標誌

## 歷史
香港在1841年開始逐步成為英國的殖民地，以自由港的身份，成為大英帝國的轉口港。來自英國的政府官員與商人都說英文。英國政府在香港繼續使用英語作為官方語言。直至1974年，《法定語文條例》獲通過，中文成為另一種官方語言。1984年《中英聯合聲明》附件一規定，在將來的香港特別行政區，英文是官方語言之一，這一點在《香港基本法》第9條中得以確認。1997年香港交接儀式之後，英文仍然廣泛地在法律和商業領域中使用，幼兒園、小學、中學與大學仍把英文列為指定課程。香港也有不少地方用英文命名，尤其在香港島為多。
中文方面，於1974年通過的《法定語文條例》中，宣佈中文是香港另一種官方語言。大多數香港居民的母語是粵語中的廣州話（廣東話、廣府話），政府事實上使用的官方語言也是它，然而《法定語文條例》並無指定中文要說哪一種漢語變體語言。1984年《中英聯合聲明》附件一規定，在將來的香港特別行政區，中文是官方語言之一；1987年3月，《法定語文條例》經過修訂之後，要求所有新立的法例必須以中英文雙語制定。《香港基本法》第9條確認中文同英文兩者在香港的官方地位。2006年，香港人口達到699萬，其中大約95%是華人的後裔，當中大部份人講粵語、客家話同潮州話這幾種中文語言。普通話通用於中國大陸，在《中華人民共和國國家通用語言文字法》中是通用語言，1999年，香港教育局公開宣傳話長遠要用普通話教中文科，被語言學家包睿舜（Robert Bauer）指責是「收買」學校，但越發引起香港人抗議，反而提升粵語的正統地位，甚至促進了粵語白話文（粵文）書寫的發展。

## 成效
中文書寫以繁體字為主。同時，少數人為方便書寫，亦會夾雜少量簡體字、俗體字、自造字。部分學校容許學生在使用中文作答的功課及考試中，使用簡體字作答。考評局也容許學生在公開考試中，使用合乎中国國家規範（即由國家語言文字工作委員會在1986年所頒佈的《簡化字總表》）的簡化字。在一些遊客區，市面上也間中會看見為大陆旅客而製作的簡體字標語和指示牌，然而，若僅有簡體字版本而沒有同時提供繁體字版本，有關店舖、公司或機構也會惹來爭議，不少香港人會感到本土語文文化不被尊重。繁體字及英文的書寫，仍然是香港絕大多數的主流。
早年部分香港作家及香港傳媒將粵語用字刊於出版讀物，成為粵語白話文（粵文）。港警察和法庭整理口供時，需要將證人原話忠實完整地紀錄下來，以防止出現歧意而造成法律上證供無效。然而香港早期使用的繁體中文電腦系統都是來自台灣，以大五碼作為內碼，會產生粵文缺字問題，後來這些缺字已被香港政府正式化為香港增補字符集中的粵語字，並向國際標準化組織補完作ISO 10646及Unicode標準，問題已獲解決。不但日常的電腦及網絡通信中，粵文佔了主導位置，近年更有粵文文學雜誌、粵文翻譯等的出現，粵文書寫至今已蔚然成風，在坊間、文藝界與語言學界裏都大行其道。

## 使用
粵語是岭南地区居民一直以來的主要母語及地區通用語，從香港開埠初期至今，就一直是香港市區的主要語言，亦是今天大多數香港人的母語。
香港近九成人口以粵語作為母語及最常用語言，香港由於大部分場合都不須使用普通話，因此許多香港人的普通話都只有基本簡單交流的水平，從來不用普通話的人亦很常見。
英語方面，一般曾接受中學至高中教育的人，都能掌握基本英語，可以簡單溝通。